# Comblinay
Comblinay est un hameau de la commune belge de Hamoir en province de Liège. 
Avant la fusion des communes, le hameau faisait partie de la commune de Comblain-Fairon.

## Situation
Comblinay se situe en Famenne dans la vallée schisteuse du ruisseau de Boé en amont du village de Comblain-la-Tour et en contrebas de Pierreux (Xhoris) situé au sud et de Hoyemont (Comblain-au-Pont) implanté plus au nord.

## Description
La partie principale et ancienne du hameau adossée au versant sud du Boé se compose de plusieurs fermes et d'une douzaine de maisons la plupart en pierre calcaire. On y trouve plusieurs étangs. La partie basse du hameau, le long du ruisseau mais en rive droite, comprend l'ancien moulin, un manège et quelques habitations plus récentes. Un étang plus important se trouve en amont du Boé.

## Patrimoine
Une demi-douzaine de fermettes sont reprises à l'inventaire du patrimoine culturel immobilier de la Wallonie. Il s'agit des numéros 20, 25, 27, 28 et 30. Au centre du hameau, la ferme en pierre calcaire située au no 45 est datée de 1743 comme l'indique l'inscription en façade : ANNO DOMIN 1743 LG. AN. 
Situé sur la rive gauche du Boé en direction de Comblain-la-Tour, l'ancien moulin de Comblinay se trouve au n° 27, en contrebas de la ferme sise au n° 25. Il a été construit vraisemblablement vers 1800 en pierre calcaire, a appartenu à Melchior Gillard en 1835 et à François-Richard Lamarche de Fanson à partir de 1859. Il a fonctionné jusqu'après la Seconde Guerre mondiale. Plusieurs étangs ont été créés a posteriori.

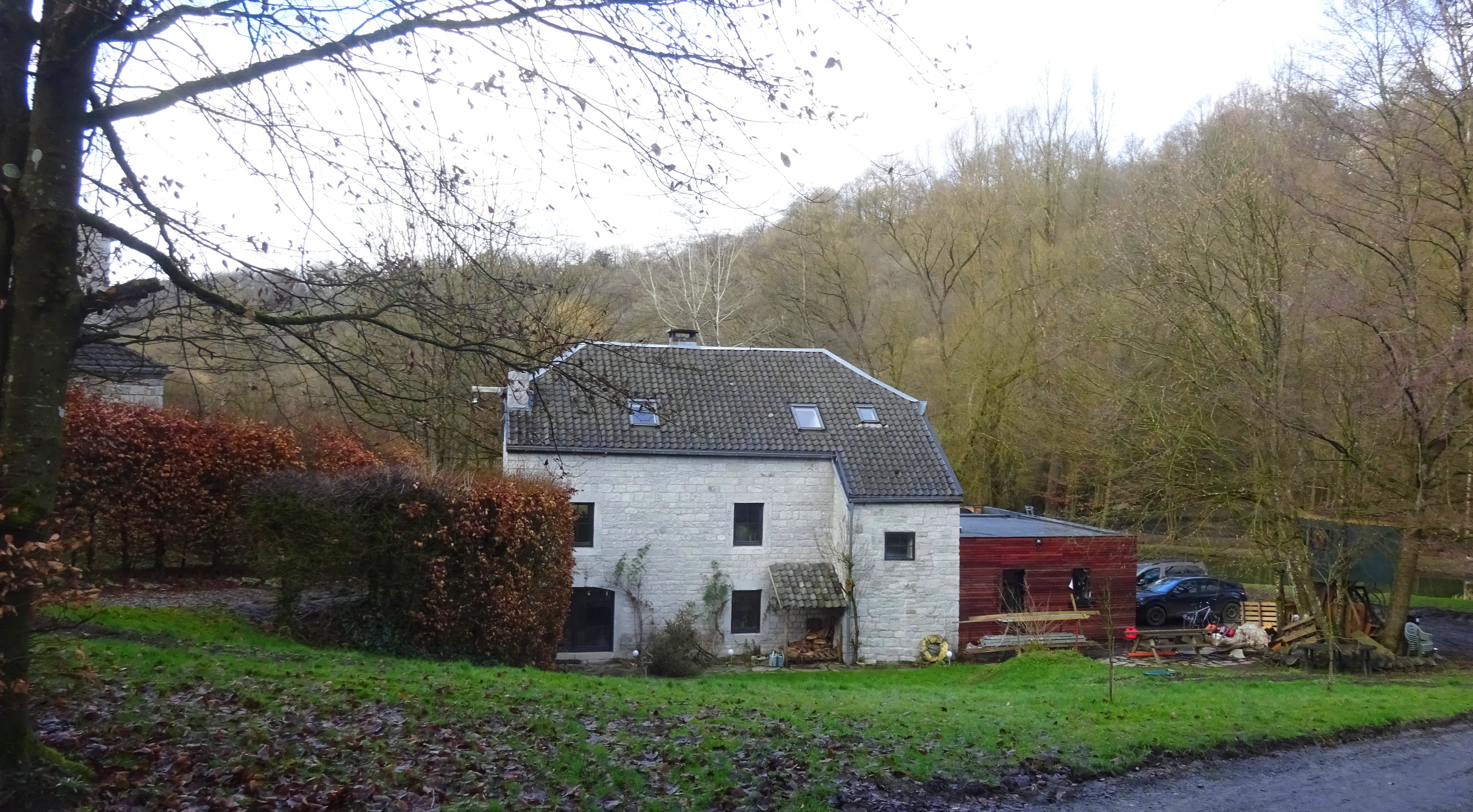
Ancien moulin de Comblinay.